# سفارة البرتغال في فرنسا
سفارة البرتغال في فرنسا هي أرفع تمثيل دبلوماسي لدولة البرتغال لدى فرنسا. تقع السفارة في باريس وهي تهدف لتعزيز المصالح البرتغالية في فرنسا.

## وصلات خارجية
- الموقع الرسمي
- قائمة سفارات البرتغال
- قائمة السفارات في فرنسا